# Bachenbülach
Bachenbülach (gzu. Bachebüüli) – miejscowość i gmina (Politische Gemeinde) w północnej Szwajcarii, w kantonie Zurych, w okręgu (Bezirk) Bülach.

## Demografia
W Bachenbülach mieszka 4208 osób. W 2021 roku 24,8% populacji gminy stanowiły osoby urodzone poza Szwajcarią.

## Transport
Przez teren gminy przebiegają autostrada A51 oraz droga główna nr 4.